# Asperoris
Asperoris is een geslacht van uitgestorven archosauriforme reptielen, bekend uit de Manda Beds uit het Midden-Trias in het zuidwesten van Tanzania. Het is de eerste archosauriform die bekend is van de Manda Beds en die geen archosauriër is. De verwantschappen met andere niet-archosaurische archosauriformen zijn echter onzeker. Het werd voor het eerst benoemd in 2013 door Sterling J. Nesbitt, Richard J. Butler en David J. Gower en de typesoort is Asperoris mnyama. Asperoris betekent 'ruw gezicht' in het Latijn, verwijzend naar de kenmerkende ruwe textuur van de schedelbeenderen.

## Beschrijving
Zoals de meeste archosauriformen uit de Manda Beds, is Asperoris bekend van zeer fragmentarische overblijfselen. NHMUK PV R36615 onderscheidt zich van ander archosauriform materiaal in de bedden door het ontbreken van een verlaging die een fossa antorbitalis wordt genoemd op het oppervlak van het bovenkaaksbeen en premaxilla. Hoewel het niet direct kan worden vergeleken met Stagonosuchus, Hypselorhachis, Nyasasaurus, Teleocrater en een niet nader genoemde suchiër, is de afgeleide fylogenetische positie ervan niet consistent met het behoren tot een van deze taxa. 

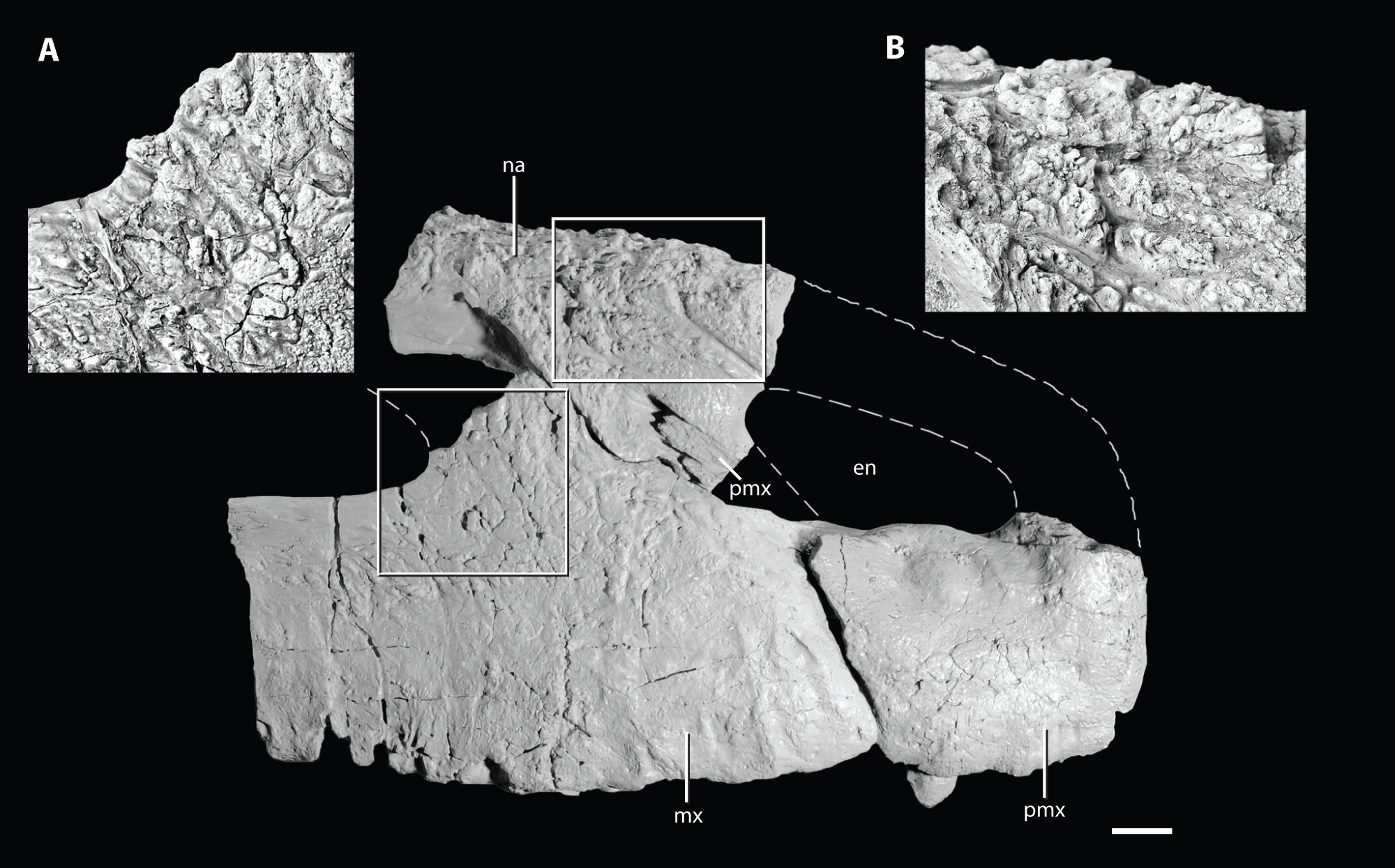
De rechterwand van de snuit

De totale lengte van de schedel wordt geschat op vijftig centimeter. Een uniek kenmerk of autapomorfie van Asperoris is de ruwe textuur van de schedelbeenderen, met name de voorhoofdsbeenderen. Het schedeldak van Asperoris is relatief dik in vergelijking met die van andere archosauriformen en zijn fenstra antorbitalis, een gat in de zijkant van de schedel voor de oogkas, is relatief smal.

## Ontdekking

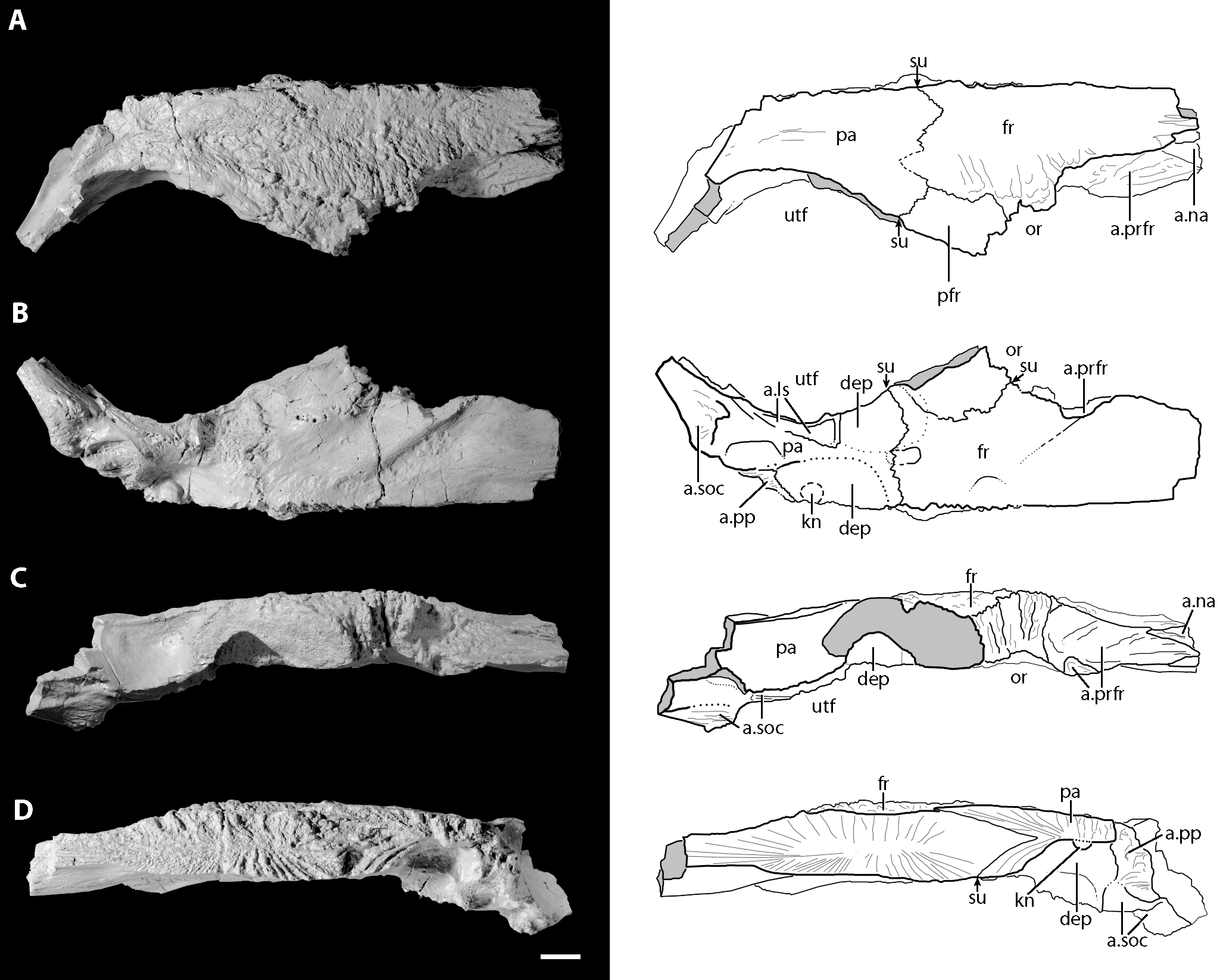
Het schedeldak

Asperoris is alleen bekend van de goed bewaarde maar onvolledige holotype schedel NHMUK PV R36615, die de rechterpremaxilla en maxilla botten van de bovenkaak, de rechterneus-, prefrontale, frontale, postfrontale en pariëtale botten van de bovenkant van de schedel omvat, en een deel van het rechterpostorbitale bot achter de oogkas, evenals drie niet-geïdentificeerde schedelfragmenten. NHMUK PV R36615 werd ontdekt door een gezamenlijke expeditie in 1963 van het Natural History Museum en de University of London naar Oost-Zambia en West-Tanzania (toen respectievelijk Noord-Rhodesië en Tanganyika). Asperoris is afkomstig uit de Manda Beds van het Ruhuhu-bekken in het Songea-stedelijk district in het zuidwesten van Tanzania, dat dateert uit het Laat-Anisien van het Midden-Trias. Volgens veldnotities werd NHMUK PV R36615 op 23 augustus gevonden in een drooglegging van de Hita-rivier tussen de rivieren Njalila en de Hiasi, ook bekend als vindplaats U9/1 van de Lifua-afzetting van de Manda Beds, in de buurt van de overblijfselen van dicynodonten. 

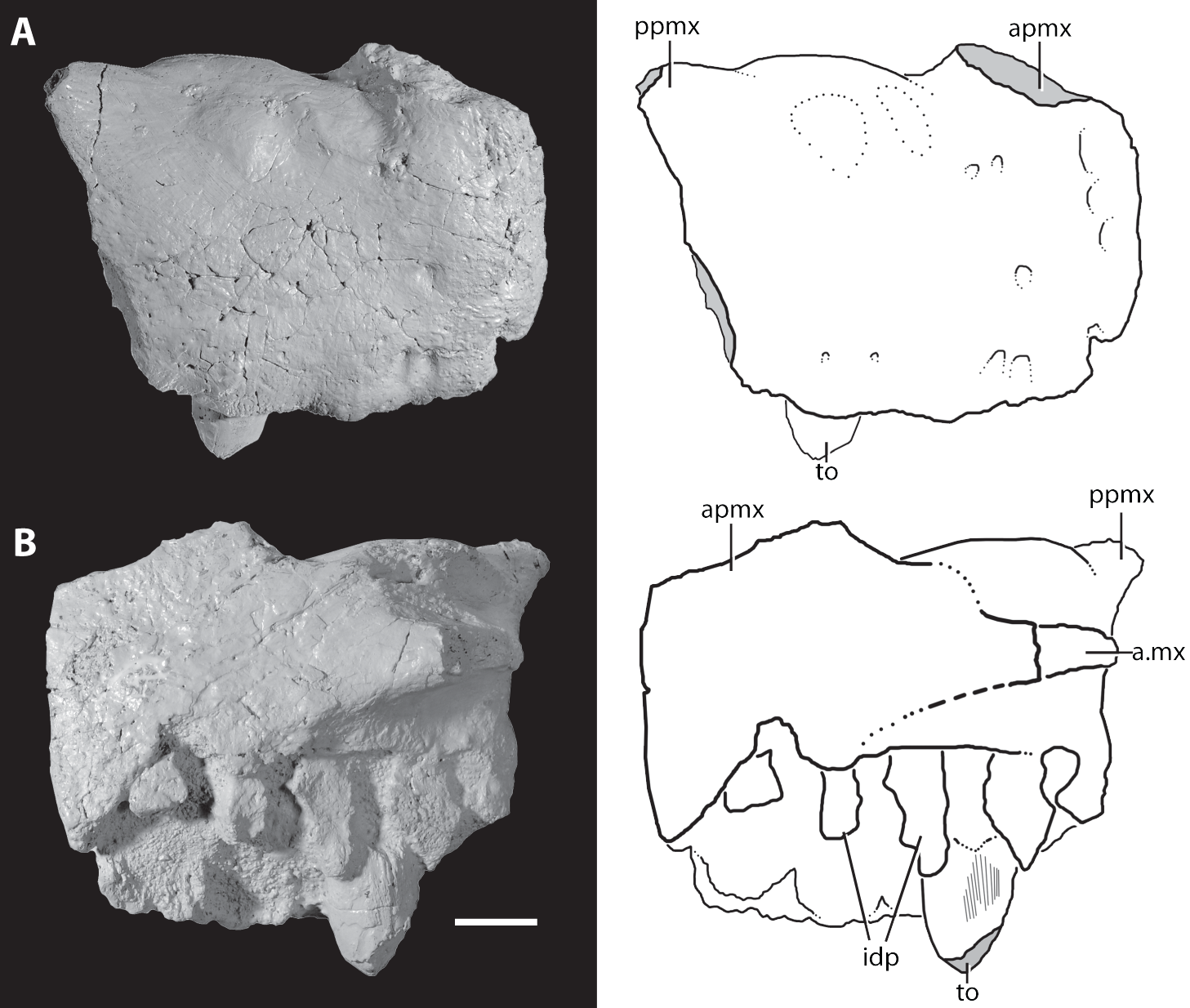
De praemaxilla

Het specimen werd volledig beschreven in 2013 en toegewezen aan de nieuwe soort Asperoris mnyama door Sterling J. Nesbitt, Richard J. Butler en David J. Gower in het tijdschrift PLoS One. De geslachtsnaam is afgeleid van asper, wat 'ruw' betekent, en oris, wat 'gezicht' betekent in het Latijn, verwijzend naar zijn ruwe en uniek gevormde schedel. De specifieke naam mnyama betekent 'beest' in het Swahili.

## Verwantschappen
Asperoris behoort tot een clade of evolutionaire groep reptielen genaamd Archosauriformes, waaronder Archosauria (de clade inclusief levende krokodilachtigen en vogels) en hun uitgestorven verwanten, mede uit het Trias. Het heeft verschillende kenmerken die het buiten Archosauria plaatsen met niet-archosaurische archosauriformen, waaronder het ontbreken van een fossa antorbitalis  en de mogelijke aanwezigheid van een postparietale aan de achterkant van de schedel, dat niet wordt gevonden bij archosauriërs. Het heeft echter ook kenmerken die het onder de naaste verwanten van archosauriërs plaatst, waaronder de aanwezigheid van een fenestra antorbitalis en het ontbreken van een gat dat het foramen parietale op het schedeldak wordt genoemd. Asperoris deelt met een groep archosauriformen, erythrosuchiden genaamd, de aanwezigheid van een gleuf in het onderste deel van het neusbeen die past om een uitsteeksel van de premaxilla eronder. Het heeft ook een thecodont gebit, wat betekent dat zijn tanden in diepe kassen in de kaak passen. Een thecodont gebit wordt gezien bij alle niet-archosaurische archosauriformen behalve proterosuchiden en is kenmerkend voor de clade.
Vanwege de slechte conservering van NHMUK PV R36615 en de fylogenetische analyse die in de studie is gebruikt (die zich richt op verwantschappen van archosauriërs uit het Trias), zijn de fylogenetische verwantschappen van Asperoris onzeker. De fylogenetische analyse van Nesbitt, Butler en Gower's uit 2013 resulteerde in een strikte consensusboom met Asperoris in een polytomie of onopgeloste fylogenetische verwantschap met Erythrosuchus africanus, een erythrosuchide, Vancleavea campi, een aquatische archosauriform, de proterosuchide clade, en de clade welke Euparkeria capensis, Phytosauria en Archosauria omvat. Andere fylogenetische bomen die in de analyse werden geproduceerd, plaatsten Asperoris als het zustertaxon (naaste verwant) van ofwel Erythrosuchus africanus of Euparkeria capensis. Een zuster-taxonverwantschap met Erythrosuchus is waarschijnlijker omdat deze gebaseerd is op een afgeleid kenmerk, de gleuf in het neusbeen, terwijl de verwantschap met Euparkeria minder waarschijnlijk is omdat deze alleen gebaseerd is op kenmerken die zijn geërfd van archosauriforme voorouders (plesiomorfieën).
Asperoris was ook te zien in een fylogenetische analyse door Martin Ezcurra in 2016. De meeste delen van Ezcurra's analyse lieten dit geslacht weg vanwege zijn onvolledigheid, maar in versies die het wel bevatten, werd het gevonden in een polytomie met Yarasuchus, Dongusuchus, Dorosuchus en Euparkeria aan de basis van een clade die ook proterochampsiden en archosauriërs omvat. Ezcurra noemde deze brede clade Eucrocopoda. De polytomie van vijf geslachten wordt opgelost in een duidelijker systeem van clades wanneer Asperoris wordt weggelaten, omdat het ontbreken van postcraniale kenmerken van het taxon de eenduidigheid van de analyse verminderde. Yarasuchus en Dongusuchus worden nu beschouwd als aphanosauriërs, onderdeel van een groep archosauriërs aan de basis van de tak die leidt tot pterosauriërs en dinosauriërs (inclusief vogels), maar niet tot krokodillen.